# Tugimaantee 84
De Tugimaantee 84 is een secundaire weg in Estland. De weg loopt van Emmaste naar Luidja en is 29,9 kilometer lang. 